# Годри, Блейк
Блэйк Годри (родился 29 ноября 1991 года) — австралийский гимнаст в упражнениях на батуте. Был чемпионом Австралии в 2009, 2010, 2012, 2013, 2014, 2015 и 2016 годах, а также чемпионом страны в синхронных упражнениях в 2009, 2010, 2011, 2013 и 2014 годах. Представлял Австралию на летних Олимпийских играх 2012 и 2016 годов.

## Биография

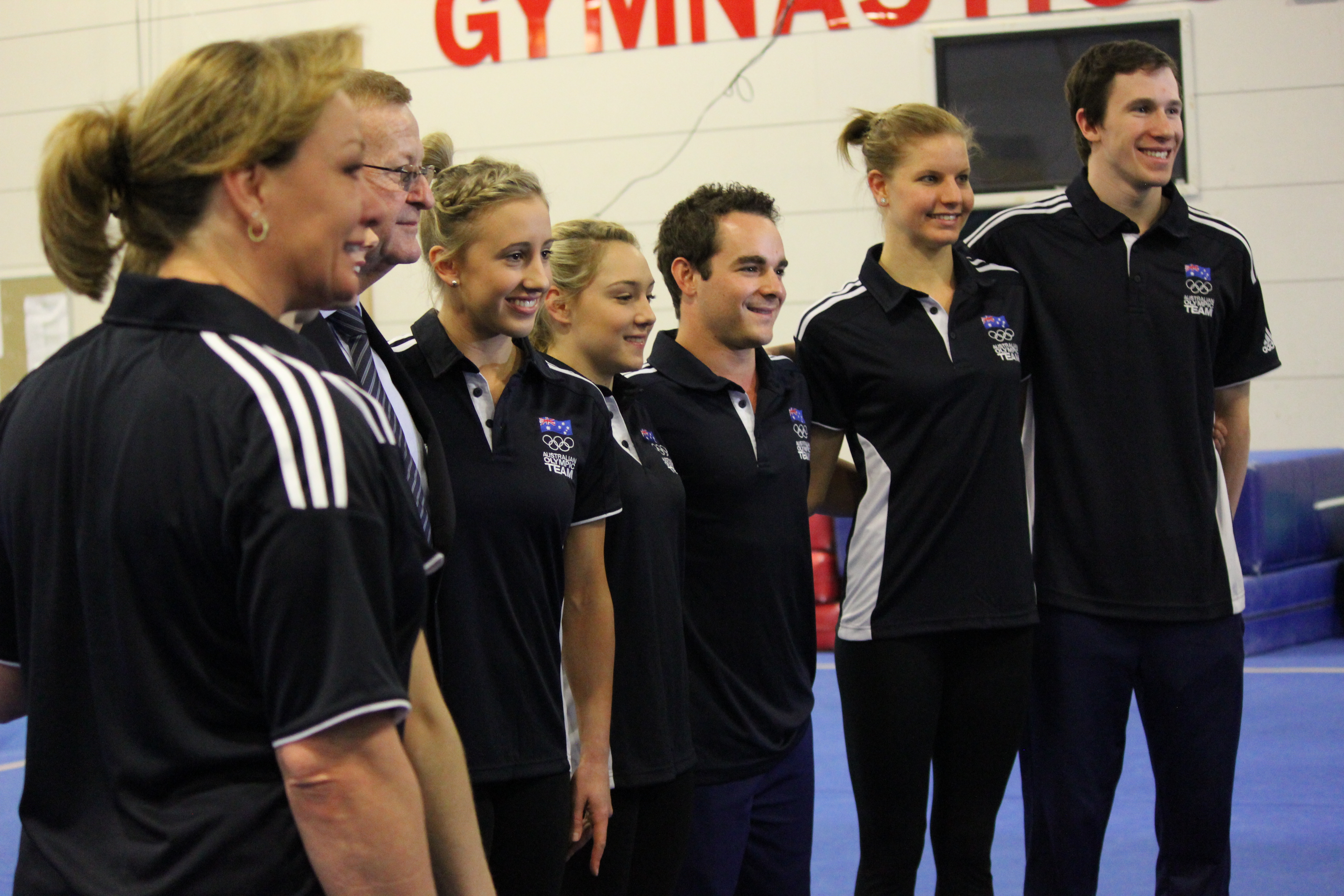
Годри с Олимпийской командой и Президентом AOC Джоном Коутсом

Годри родился 29 ноября 1991 года в Baulkham Hills, Новый Южный Уэльс. В течение пятнадцати лет жил в Seven Hills, Новый Южный Уэльс. Считает город Ситон в Южной Австралии своим родным городом. Его родители — Норин и Брайан. У него есть три сестры: Эмма, Мелисса и Рейчел Годри. D Университете Аделаиды Блэйк получил образование со степенью магистра архитектуры.

## Батут
Годри начал заниматься гимнастикой в 2002 году в десять лет. Мальчик поставил перед собой цель завоевать медали на летних Олимпийских играх 2016 года. Его тренеры: первый тренер в гимнастическом клубе — Сара Барнитт. В Seven Hills его тренировал Мишель Олсен. В Южно-австралийском институте спорта в Аделаиде в течение четырёх лет его тренировал Николай Зуралев.
В 2009, 2010 и 2012 годах Годри был чемпионом Австралии. В 2011 году на чемпионате Австралии он занял седьмое место. В 2007 году в Австралийском юношеском чемпионате он финишировал восьмым. В 2009, 2010 и 2011 годах был национальным чемпионом в синхронных упражнениях . В 2009, 2010 и 2011 годах он участвовал в чемпионатах мира, где он финишировал 51-м, 18-м и 16-м соответственно. В 2012 году на Тихоокеанском чемпионате он финишировал первым в синхронных упражнениях.

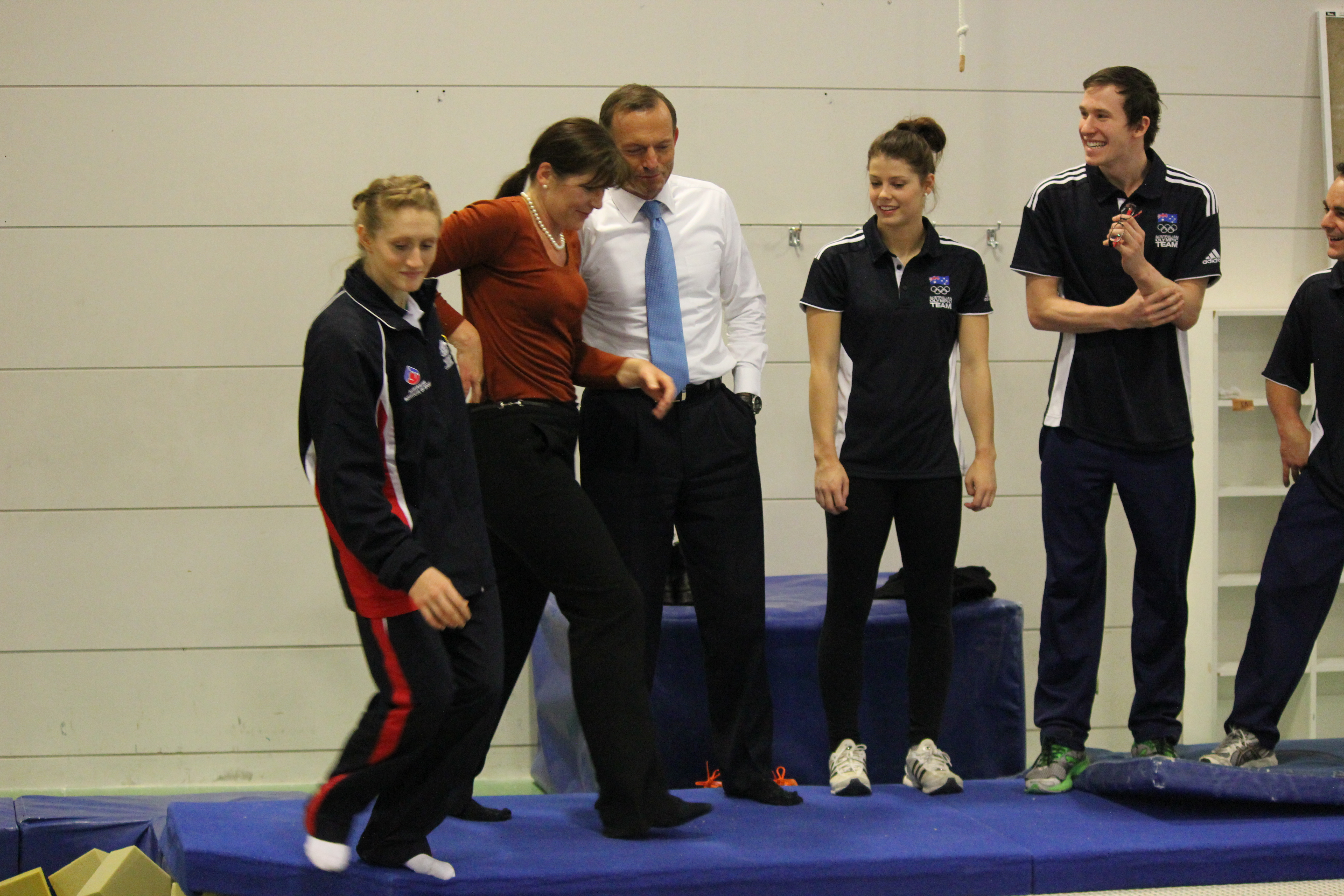
Олимпийская команда Австралии с Годри, Тони Эбботом и Кейтом Ланди в Австралийском институте спорта

В январе 2012 года на Олимпийских играх в Лондоне был пятым в квалификации.
Представлял Австралию на летних Олимпийских играх 2012 и 2016 годов в соревнованиях на мужском батуте.